# Charles Scorsese
Luciano Charles Scorsese (n. 8 mai 1913, New York City, New York, SUA – d. 23 august 1993, New York City, New York, SUA) a fost un actor american, care a jucat în filmul Goodfellas. Fiul unor imigranți siciliani, acesta s-a căsătorit cu Catherine Cappa cu care a avut 2 copii, unul dintre ei fiind regizorul Martin Scorsese.